# كأس سلوفينيا 2009–10
كأس سلوفينيا 2009–10 هو موسم من كأس سلوفينيا. كان عدد الأندية المشاركة فيه 30، وفاز فيه نادي ماريبور.